# Charles II. de Rohan
Charles II. de Rohan († 3. Juli 1699 bei Lüttich), 1667 4. Duc de Montbazon, 5. Prince de Guéméné, Comte de Montauban, Pair de France, war ein französischer Aristokrat aus dem Haus Rohan.

## Leben
Charles II. de Rohan war der ältere Sohn von Louis VIII. de Rohan, 3. Duc de Montbazon († 1667), und Anne de Rohan, 4. Princesse de Guémené († 1708). Mit dem Tod seines Vaters am 18. Februar 1667 wurde er der 4. Duc de Montbazon.
Seine Verschwendungssucht brachte seine Mutter dazu, ihm in einem neuen Testament vom 20. Januar 1678, „auf die Erhaltung des Zustands eines so großen Hauses achtend“, nur eine unpfändbare Rente von 6000 Livres und den gesamten übrigen Besitz direkt ihren Enkelkindern zu hinterlassen.

## Ehe und Nachkommen
Charles II. de Rohan heiratete mit Ehevertrag vom 10. Januar 1653 Jeanne Armande de Schomberg (~ 5. März 1633; † 10. Juli 1706), Tochter von Henri de Schomberg, Comte de Nanteuil-le-Hardouin, Marschall von Frankreich, und Anne de La Guiche. Das Paar bekam sechs Kinder:
- Charles III. de Rohan (* 30. September 1655; † 10. Oktober 1727), 1692/1699 5. Duc de Montbazon, 6. Prince de Guéméné, Comte de Sainte-Maure, de La Haye et de La Nouastre; ⚭ (1) 19. Februar 1678 Marie-Anne d’Albert († 20. August 1679), Tochter von Louis Charles d’Albert, 2. Duc de Luynes, Pair de France, und Anne de Rohan (Haus Albert); ⚭ (2) 2. Dezember 1679 Charlotte Elisabeth de Cochefilet (* 1657; † 24. Dezember 1719), Erbtochter von Charles de Cochefilet, Comte de Vaucelas, Comte de Vauvineux, und Françoise Angélique Aubry
- Jean-Baptiste Armand, genannt Prince de Montauban (* 1657; † 4. Oktober 1704 in Brie-Comte-Robert an den Pocken); ⚭ 2. August 1682 Charlotte de Bautru-Nogent (* 1641; † 10. Dezember 1725 in Paris), Tochter von Nicolas de Bautru-Nogent, Comte de Nogent, und Marie Coulon, Witwe von Nicolas d’Argouges, Marquis de Ranes
- Charlotte Armande (* wohl 1661; † 8. März 1754); ⚭ (1) 1. Mai 1688 Guy Henri Chabot, Comte de Jarnac (* 27. November 1648; † 15. März 1691[1]); ⚭ (2) 15. August 1691 Pons de Pons, Comte de Roquefort († 17. Juli 1705)
- Joseph (* wohl 1659; † 1669)
- Elisabeth, genannt Mademoiselle de Montbazon (* 25. März 1663; † 27. September 1707[2]); ⚭ 1690 (oder 1691)[3] Alexandre, Comte de Melun, Burggraf von Gent, Sohn von Charles Alexandre Albert de Melun und Renée de Ruppière (Haus Melun)
- Jeanne Thérèse, genannt Mademoiselle de Montauban († September 1728)